# Panenské Břežany
Panenské Břežany (tyska: Jungfern Breschan) är en ort och kommun i distriktet Praha-východ i regionen Mellersta Böhmen i Tjeckien. Kommunen hade 609 invånare (2019).